# Kościół Matki Boskiej Szkaplerznej w Chrząszczycach
Kościół Matki Boskiej Szkaplerznej – rzymskokatolicki kościół parafialny położony przy ulicy Opolskiej 32 w Chrząszczycach. Kościół należy do parafii Matki Boskiej Szkaplerznej w Chrząszczycach w dekanacie Prószków, diecezji opolskiej.
Dnia 1 czerwca 2004 roku, pod numerem A-28/2004 świątynia została wpisana do rejestru zabytków nieruchomych województwa opolskiego.

## Historia kościoła
Pierwsze wzmianki o kościele pochodzą z 1260 roku. Wówczas to książę opolski Władysław, podarował kościołowi p.w. Św. Stanisława dochody z trzech wiosek. Po pożarze 1814 roku świątynia spłonęła. Z tamtych czasów zachowała się w obecnym kościele parafialnym chrzcielnica z misą, pochodząca z przełomu X-XI wieku, która pamięta czasy króla Bolesława Chrobrego. Kolejne informacje o kościele w Chrząszczycach pochodzą z 1687 roku. Była to świątynia murowana, kryta dachówką, natomiast dzwonnica tylko w połowie była murowana. W 1814 roku kolejny pożar zniszczył kościół niemal w całości. Obecny kościół parafialny został wybudowany w latach 1920–1921. Konsekracja odbyła się 7 października 1927 roku.